# Shahnaz Munni
Shahnaz Munni (en Bengali শাহনাজ মুন্নী ; née le 8 février 1969) est une journaliste, poétesse et écrivaine bangladaise. Depuis janvier 2016, elle est la rédactrice en chef de l'actualité sur la chaîne de télévision News24 (en) basée à Dacca. Elle porte également un intérêt particulier au bien-être des enfants.

## Biographie

### Jeunesse et études
Née le 8 février 1969 à Dacca, Shanaz Munni a fréquenté le Holy Cross College de Dacca avant d'étudier les sciences sociales à l'université de Dacca en 1994. Après avoir obtenu son diplôme, En tant que sociologue diplômée de cette université, Shahnaz Munni y a mené des recherches en lien avec Azfar Hussain. 

### Journalisme et carrière littéraire
Elle commence ensuite sa carrière de journaliste chez Ekushey Television au début en 1999. Elle rejoint ensuite ATN Bangla comme journaliste principale en 2003, avant de passer à News24 (en) en tant que correspondante spéciale. En 2016, elle est promue rédactrice en chef pour les actualités.
En tant qu'écrivaine, elle est poète, essayiste, nouvelliste et romancière, écrivant notamment pour les jeunes. Jiner Konnaya (la fille de l'esprit), son premier livre d'histoires courtes, est publié en 1997. Shahnaz Munni participe au projet Poets Translating Poets géré par l'Institut Goethe dans le cadre duquel des poètes écrivant dans les langues indiennes et sud-asiatiques sont initiés à la poésie allemande et leurs œuvres sont traduites en allemand. Plusieurs de ses poèmes bengalis sont traduits en allemand tandis qu'elle-même traduit des poèmes du poète allemand moderne Hendrik Jackson,.
Shahnaz Munni porte également un intérêt particulier au bien-être des enfants. En septembre 2006, elle est l'une des vingt éminentes poètes qui contribuent au Festival de poésie des droits de l'enfant de l'UNICEF visant à améliorer l'attitude de la société à propos de ces droits de l'enfant. En 2009, elle remporte le deuxième prix des Meena Media Awards dans la catégorie journalisme télévisé des plus de 18 ans pour ses reportages sur les enfants reniflant de la colle. Elle fait remarquer qu'il est souvent difficile de couvrir des sujets sur les enfants à la télévision, car les médias sont principalement intéressés par les téléspectateurs adultes : « Les médias ont tellement de possibilités d'améliorer la situation des enfants, mais nous devons d'abord changer l'attitude et la mentalité des décideurs éditoriaux ». En 2013, dans son rôle d'ambassadrice du MCHIP (Programme intégré pour la santé maternelle et infantile), elle visite les communautés d'Amjiriganj et de Nabiganj Upazilas, recueillant des informations sur 50 histoires de réussites qu'elle écrit pour le projet MaMoni Save the Children. Shahnaz Munni contribue également à la lutte contre la tuberculose au Bangladesh, en assistant le BRAC par sa participation au  jury de trois membres pour les prix 2015.